# Forêts des hauts plateaux camerounais
Localisation
Les forêts des hauts plateaux camerounais forment une écorégion terrestre définie par le Fonds mondial pour la nature (WWF), qui appartient au biome des forêts de feuillus humides tropicales et subtropicales de l'écozone afrotropicale. Elle englobe les zones de montagne et de hauts plateaux de la région frontalière entre le Nigeria et le Cameroun, à l'exclusion du mont Cameroun. À l'extrémité sud, l'écorégion couvre les monts Rumpi, les monts Bakossi, le mont Nlonako, le mont Koupé et le mont Manengouba. Elle s'étend ensuite au nord-est vers le plateau de Mambila, avec une extension au nord vers les hauts plateaux de Bamenda-Banso et au nord-ouest vers le plateau d'Obudu au Nigeria. L'écorégion se prolonge ensuite le long du flanc ouest du massif de l'Adamaoua jusqu'au Tchabal Gangdaba avec deux petites extensions plus à l'est.